# Jan Walichiewicz
Jan Walichiewicz (ur. 12 czerwca 1929 we Lwowie, zm. 8 sierpnia 2001 w Gliwicach) – polski astronom i matematyk, nauczyciel akademicki.

## Życiorys
W czasie okupacji uczęszczał do szkoły podstawowej z wykładowym językiem rosyjskim. W roku 1943 został zaprzysiężony jako żołnierz Armii Krajowej. Podczas Akcji „Burza” służył jako łącznik komendanta Kierownictwa Dywersji, „cichociemnego”, majora Piotr Szewczyka. Jak wielokrotnie podkreślał nigdy nie miał broni w ręku.
W 1945 r. wraz z rodziną przyjechał do Gliwic, gdzie ukończył Liceum Pedagogiczne. W latach 1947–1951 studiował na Wydziale Matematyki, Fizyki i Chemii Uniwersytetu Wrocławskiego, gdzie między innymi uczęszczał na wykłady Hugona Steinhausa. Uzyskał stopień magistra filozofii w zakładzie nauk matematyczno-fizycznych. W czasie studiów był aktywnym działaczem Sodalicji Mariańskiej. W 1950 r., jeszcze jako student, podjął pracę na stanowisku asystenta w Katedrze Astronomii Wydziału Matematyki Fizyki Chemii Uniwersytetu Wrocławskiego. Po ukończeniu studiów pracował we wrocławskim Obserwatorium Astronomicznym pod kierownictwem prof. Eugeniusza Rybki.
W 1953 r. przeniósł się do Gliwic, do Katedry Matematyki na Wydziale Elektrycznym, gdzie pracował u prof. Stanisława Fryzego. W 1962 r. uzyskał stopień doktora nauk matematyczno-fizycznych na Uniwersytecie Jagiellońskim w Krakowie. Od 1969 r. pracował w Instytucie Matematyki na Wydziale Matematyczno-Fizycznym, zaś od 1974 r. na Wydziale Automatyki i Informatyki w Instytucie Kompleksowych Systemów Sterowania, przekształconym w 1976 r. w Instytut Informatyki Czasu Rzeczywistego, w którym pełnił funkcję zastępcy dyrektora. W latach 1974–1975, równolegle z pracą na Politechnice, pełnił funkcję dyrektora Planetarium Śląskiego w Chorzowie. Od 1980 r. pracował w Instytucie Aparatury i Automatyki Medycznej, a następnie w Instytucie Elektroniki. W latach 1981–1987 pełnił funkcję prodziekana na Wydziale Automatyki i Informatyki.
W Instytucie Informatyki Czasu Rzeczywistego zorganizował oparte na komputerze ODRA 1305 laboratorium obliczeniowe. Aktywnie uczestniczył w organizowaniu na Wydziale AEiI Zakładu Telekomunikacji. Był niestrudzony w inicjowaniu i organizowaniu współpracy z przemysłem, a zwłaszcza z placówkami medycznymi. Odszedł na emeryturę w 1991 r. Jego dwóch synów oraz córka ukończyli Wydział Automatyki i Informatyki Pol. Śl.
Był wybitnym pedagogiem i przyjacielem młodzieży, a przy tym indywidualnością i postacią charakterystyczną. Jego ulubionym sposobem spędzania czasu wolnego były piesze wędrówki górskie, chętnie uczestniczył w studenckich rajdach.
Był odznaczony m.in. Krzyżem Kawalerskim Orderu Odrodzenia Polski, Złotym Krzyżem Zasługi, Odznaką Zasłużonemu w Rozwoju Województwa Katowickiego, Odznaką Zasłużonemu dla Politechniki Śląskiej.